# 破坏者 (2014年电影)
是2014年美国犯罪惊悚片，由大卫·艾尔执导，阿诺德·施瓦辛格主演。美国于2014年3月28日上映。

## 剧情
美國藥品管制局特種作戰小队“破坏者”在队长约翰·沃顿（阿诺德·施瓦辛格 饰）的率领下闯入臭名昭著的贩毒团伙奥加尔萨联盟的据点，经过一轮激烈的交锋，小队一名成员战死，而现场丢失的一千万美元现金也让“破坏者”的所有成员遭到了上层组织的调查。未过多久，高层指示约翰和成员们各就各位，重新开始行动。谁知未过多久，小队成员接二连三死于非命。似乎奥加尔萨为了丢失的巨款恼羞成怒，正展开疯狂的报复。 
联邦探员卡洛琳（奥莉维亚·威廉姆斯 饰）受命调查此时，她和约翰联合展开行动，结果却发现前方的道路更加凶险，令人难以置信的黑幕慢慢呈现眼前……

## 演员
- 阿诺德·施瓦辛格 饰 John “Breacher” Wharton，团队首领[3]
- 米瑞·伊诺斯 饰 Lizzy Murray
- 奥利维亞·威廉姆斯 饰 调查员 Caroline Brentwood
- 萨姆·沃辛顿 饰 James "Monster" Murray
- 泰伦斯·霍华德 饰 Julius "Sugar" Edmonds
- 乔·曼根尼罗 饰 Joe "Grinder" Phillips
- 哈罗·佩里纽 饰 Jackson
- 马丁·唐文 饰 Floyd Demel
- 麦克斯·马提尼 饰 Tom "Pyro" Roberts
- 乔什·哈洛威 饰 Eddie "Neck" Jordan
- 凯文·万斯 饰 Bryce "Tripod" McNeely
- Mark Schlegel 饰 "Smoke" Jennings
- 盖里·格拉伯斯 饰 Lou Cantrell
- 保罗·安东尼·巴雷拉斯 饰 Brujo

## 制作与宣传
影片于2012年10月12日开机，2013年12月13日杀青。影片先行版海报给出了4月11日的上映日期，但实际上提前至3月28日。未分级的电影预告片于2月7日发布。电影原题《Ten and Breacher》。
为了宣传影片，施瓦辛格和乔·曼根尼罗出席了2014年3月24日的WWERaw，节目中两人与胡克·霍根再擂台中面对米兹。

## 票房
美国首周末收获533万美元列第七位，是阿诺史瓦辛格30年来上映成绩最差的电影。截至2014年7月6日，影片在全球斩获1750万美元票房，其中1050万美元出自北美。

## 评价
媒体综评39分，烂番茄新鲜度只有22%，平均得分4.2。Metacritic得分41分。